# Michael Smith
Astronauten med detta namn hittas på Michael J. Smith.
Se även Mike Smith
Michael Smith, född 26 april 1932 i Blackpool, Lancashire, död 4 oktober 2000 i Vancouver, British Columbia, var en brittisk-kanadensisk kemist. Han tilldelades, tillsammans med Kary Mullis, Nobelpriset i kemi 1993 "för insatser för metodutvecklingen inom DNA-baserad kemi" och mer specifikt "för hans grundläggande insatser vid tillkomsten av den oligonukleotidbaserade riktade mutagenesen och dess utveckling för proteinstudier."
Smiths metodik har gjort det möjligt att via förändringar av bassekvensen i en DNA-molekyl byta ut enstaka aminosyror i en proteinmolekyl och därvid studera förändringen i struktur och funktion hos proteinet.